# Güepsa
Güepsa ist eine Gemeinde (municipio) im Nordwesten Kolumbiens, im Departamento Santander.

## Geographie
Die Gemeinde Güepsa liegt im Süden von Santander in der Provinz Vélez auf einer Höhe von 1450 Metern in den Anden ca. 245 km von Bogotá und 204 km von Bucaramanga entfernt. Güepsa hat eine Jahresdurchschnittstemperatur von etwa 20 °C. Die Gemeinde hat eine Ausdehnung von insgesamt 33,08 km², von denen 0,3417 km² auf den urbanen und 32,73 km² auf den ruralen Teil der Gemeinde entfallen. Der rurale Teil der Gemeinde ist gegliedert in sieben veredas (ländliche Verwaltungsuntereinheiten): Centro, Santa Rosa, Sonesi, Platanal, San Isidro, La Teja und El Rincón. Güepsa grenzt an folgende Gemeinden: im Norden San Benito und Chipatá, im Westen Chipatá und Vélez, im Süden Barbosa und im Osten San José de Pare im Departamento Boyacá.

## Bevölkerung
Die Gemeinde Güepsa hat 3689 Einwohner, von denen 1912 im städtischen Teil (cabecera municipal) der Gemeinde leben (Stand: 2019).

## Geschichte
Die Region des heutigen Güepsa war vor der Ankunft der Spanier Grenzgebiet der indigenen Völker der Guanes, Muisca und Yariguíes. Im 16. Jahrhundert wirkte in der Region bereits das Encomienda-System. Insbesondere wurde Zuckerrohr angebaut. Seit 1797 existierte in Güepsa eine Kirchengemeinde. Den Status einer Gemeinde im heutigen Sinne erhielt Güepsa 1886.

## Wirtschaft
Der wichtigste Wirtschaftszweig von Güepsa ist die Landwirtschaft. Etwa 75 % der Fläche der Gemeinde wird für den Anbau von Zuckerrohr verwendet, insbesondere für die Produktion von Panela vorgesehen. Eine Diversifizierung der Landwirtschaft wird angestrebt.